# Бонрепо Рике
Бонрепо Рике (фр. Bonrepos-Riquet) насеље је и општина у јужној Француској у региону Миди Пирене, у департману Горња Гарона која припада префектури Тулуз.
По подацима из 2011. године у општини је живело 242 становника, а густина насељености је износила 42,53 становника/km². Општина се простире на површини од 5,69 km². Налази се на средњој надморској висини од 200 метара (максималној 253 m, а минималној 142 m).

## Демографија
| 1962. | 1968. | 1975. | 1982. | 1990. | 1999. | 2011. |
| ----- | ----- | ----- | ----- | ----- | ----- | ----- |
| 152   | 153   | 140   | 158   | 195   | 247   | 242   |

График промене броја становника у току последњих година